# Kiseljak
Kiseljak es un municipio de Bosnia y Herzegovina cuya capital es la localidad homónima. Se encuentra en el cantón de Bosnia Central, dentro del territorio de la Federación de Bosnia y Herzegovina. Kiseljak se sitúa en el valle de los ríos Fojnica, Lepenica y Kreševka, afluentes del Bosna, en la intersección de caminos entre Visoko, Fojnica, Kreševo y Rakovica.

## Localidades
La municipalidad de Kiseljak se encuentra subdividida en las siguientes localidades:
- Azapovići
- Badnje
- Behrići
- Bilalovac
- Bliznice
- Boljkovići
- Borina
- Brizje
- Brnjaci
- Bukovica
- Buzuci
- Čalikovac
- Čizma
- Čubren
- Datići
- Demići
- Devetaci
- Doci
- Donji Palež
- Draževići
- Dubrave
- Dugo Polje
- Duhri
- Duke
- Gaj
- Gojakovac
- Gomionica
- Gornji Palež
- Gradac
- Grahovci
- Gromiljak
- Gunjače
- Hadrovci
- Han Ploča
- Hercezi
- Homolj
- Hrastovi
- Ivica
- Jehovac
- Katunište
- Kazagići
- Kotačala
- Kovači
- Krčevine
- Križići
- Kuliješ
- Lug
- Ljetovik
- Mahala Gomionica
- Mahala Višnjica
- Male Sotnice
- Markovići
- Maslinovići
- Medovci
- Medovići
- Miroševići
- Mrakovi
- Odrače
- Paretak
- Pariževići
- Pobrđe Milodraž
- Pobrđe Orahovo
- Podastinje
- Podastinjsko Brdo
- Polje Višnjica
- Potkraj
- Radanovići
- Radeljevići
- Rauševac
- Rotilj
- Solakovići
- Stojkovići
- Svinjarevo
- Šahinovići
- Toplica
- Tulica
- Velike Sotnice
- Višnjica
- Zabrđe
- Završje
- Žeželov

## Demografía

### 1971
En 1971, el total de habitantes era de 18.335 y se dividían así:
- Croatas - 10.389 (56,66%)
- Bosníacos - 6.822 (37,20%)
- Serbios - 924 (5,03%)
- Yugoslavos - 55 (0,29%)
- Otros - 145 (0,82%)

### 1991
En 1991, la población de Kiseljak era de 24 426, divididos así por su etnia/religión:
- Croatas - 51.61%
- Bosníacos - 40.92%
- Serbios - 3.11%
- Yugoslavos - 2.48%
- Otros - 1.88%

La población de la ciudad principal era a su vez de unos 6598 habitantes, los cuales se subdividen así:
- Croatas - 60%
- Bosníacos - 29%
- Serbios - 3%
- Yugoslavos - 5%
- Otros - 4%

### 2009
En el año 2009 la población del municipio de Kiseljak era de 20 710 habitantes. La superficie del municipio es de 165 kilómetros cuadrados, con lo que la densidad de población era de 125 habitantes por kilómetro cuadrado.